# Віндзорський договір (1386)

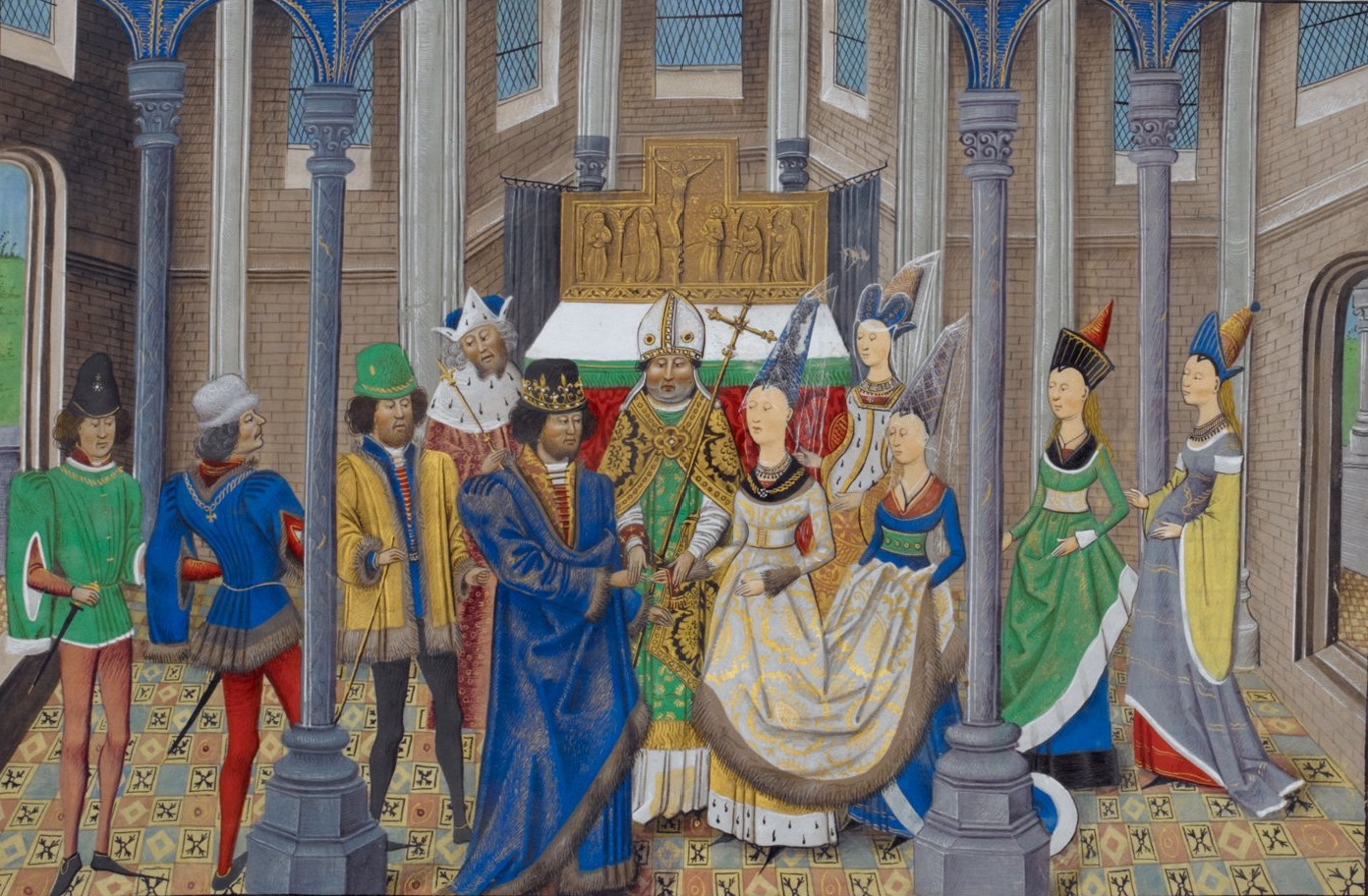
Весілля Жуана I і Філіпи Ланкастерської.

Віндзорський трактат, підписаний в Віндзорі в 1386 році при одруженні Жуана I, першого португальського  короля Авіської династії, з Філіппою Ланкастерською, дочкою Джона Гентського, поклав початок англо-португальському союзу, найтривалішому в дипломатичній історії, який тривав аж до світових воєн XX століття. Народжений у цьому шлюбі монарх отримав ім'я діда Філіпи, англійського короля Едуарда III.
Протягом практично всієї своєї історії Португалія цінувала зв'язки з Англією як противагу посиленню сусідньої Іспанії, особливо в роки боротьби англійців та іспанців за світове панування. Виняток становить 60-річний період іспано-португальської унії, а також наполеонівські війни (хоча навіть тоді португальські монархи в обхід блокади торгували з англійцями, а Жуан VI втік в Бразилію під прикриттям британського флоту).
Під час Другої світової війни Вінстон Черчилль домовився з Салазаром про оренду британцями військової бази на Азорських островах. Як підставу для такої домовленості він посилався в Британському парламенті на більш ранній англо-португальський договір 1373 року. Англійці використовували цю базу і в період Фолклендської війни (1982). У той же час Велика Британія не підтримала португальців ні в війні з Індією за Гоа (1961), ні в суперечках за «рожеву мапу» Африки.